# Форстер-Ваннини, Эрика
Эрика Форстер-Ваннини (родилась 27 февраля 1944 года, Цюрих, Швейцария) — швейцарский политик, президент Совета кантонов с 23 ноября 2009 по 29 ноября 2010 года.
Избиралась в городской совет Санкт-Галлена, где она в 1982 году стала первой женщиной, возглавившей совет. В 1988 году она стала членом Большого совета кантона Санкт-Галлен, который возглавляла с 1994 по 1995 год. С 1995 года Эрика Форстер-Ваннини является членом Совета кантонов (верхней палаты парламента Швейцарии) от Санкт-Галлена. Кроме того, она остаётся членом кантонального парламента.
После парламентских выборов в 2007 году она была избрана вице-президентом Совета кантонов. 23 ноября 2009 года, 43 голосами из 44, избрана президентом Совета кантонов на 2009—2010 гг.
Её муж, Ули Форстер, текстильный предприниматель. У них четверо взрослых детей.